# Theodore Lyman (Politiker)
Theodore Lyman III (* 23. August 1833 in Waltham, Massachusetts; † 9. September 1897 in Nahant, Massachusetts) war ein US-amerikanischer Politiker. Zwischen 1883 und 1885 vertrat er den Bundesstaat Massachusetts im US-Repräsentantenhaus.

## Werdegang
Theodore Lyman war der Sohn von Theodore Lyman II (1792–1849), der in den Jahren 1834 und 1835 Bürgermeister von Boston war. Er genoss eine private Schulausbildung. Zwischen 1847 und 1849 studierte er in Europa. Danach besuchte er bis 1858 die Harvard University. In den Jahren 1861 bis 1863 bereiste er einige europäische Staaten. Nach seiner Rückkehr trat er 1863 während des Bürgerkrieges als Oberstleutnant in das Heer der Union ein und diente dort im Stab von General George Gordon Meade. Lyman war Mitglied der American Academy of Arts and Sciences und der National Academy of Sciences. Zwischen 1865 und 1882 gehörte er der Fischereikommission des Staates Massachusetts an. Gleichzeitig war er von 1868 bis 1880 Vorstandsmitglied der Harvard University. Er war auch in anderen Organisationen aktiv, darunter die Massachusetts Historical Society.
Bei den Kongresswahlen des Jahres 1882 wurde Lyman als unabhängiger Republikaner im neunten Wahlbezirk von Massachusetts in das US-Repräsentantenhaus in Washington, D.C. gewählt, wo er am 4. März 1883 die Nachfolge von William W. Rice antrat. Da er im Jahr 1884 nicht mehr zur Wiederwahl nominiert wurde, konnte er bis zum 3. März 1885 nur eine Legislaturperiode im Kongress absolvieren. Nach dem Ende seiner Zeit im US-Repräsentantenhaus erkrankte er an einem Nervenleiden, das ihn zunehmend an der Ausübung seiner früheren Tätigkeiten hinderte. Theodore Lyman starb am 9. September 1897 in Nahant.